# Langea
Langea is een geslacht van kevers uit de familie van de loopkevers (Carabidae). De wetenschappelijke naam van het geslacht is voor het eerst geldig gepubliceerd in 1901 door W.Horn.

## Soorten
Het geslacht Langea omvat de volgende soorten:
- Langea euprosopides W. Horn, 1901
- Langea fleutiauxi W. Horn, 1915
- Langea mellicollis Sumlin, 1993